# Pietro Speciale
Pietro Speciale (ur. 29 września 1876 w Palermo, zm. 9 listopada 1945 tamże) – włoski szermierz, dwukrotny medalista olimpijski.
Na igrzyskach olimpijskich w Londynie w 1908 roku wystąpił w szpadzie indywidualnej, w której odpadł w drugiej rundzie. Na rozgrywanych cztery lata później igrzyskach olimpijskich w Sztokholmie zdobył srebrny medal we florecie indywidualnym. W rundzie finałowej wygrał pięć z siedmiu pojedynków i rozdzielił na podium rodaka, Nedo Nadiego i Austriaka Richarda Verderbera. Został tam też zgłoszony do startu w szabli indywidualnej i drużynowej, jednak ostatecznie nie wystąpił. Brał również udział w igrzyskach olimpijskich w Antwerpii w 1920 roku, gdzie razem z Tommaso Costantino, Aldo Nadim, Nedo Nadim, Oreste Pulitim, Abelardo Olivierem, Rodolfo Terlizzim i Baldo Baldim zwyciężył we florecie drużynowym. W turnieju indywidualnym był dwunasty, przegrywając dziesięć z jedenastu pojedynków finałowych.
Nie zdobył medalu mistrzostw świata.